# 2001 na Alemanha
Esta é uma cronologia dos fatos acontecimentos de ano 2001 na Alemanha.

## Eventos
- 1 de março: A Alemanha estabelece relações diplomáticas com a Coreia do Norte.
- 25 de março: As eleições estaduais são realizadas na Renânia-Palatinado.
- 19 de maio: O FC Bayern München conquista o 17° título do Campeonato Alemão de Futebol.
- 1 de setembro: A Seleção Alemã perde uma partida das Eliminatórias da Copa do Mundo FIFA de 2002 após ser derrotada pela Inglaterra por 5 a 1.
- 31 de dezembro: O Marco alemão é usado pela última vez como a moeda oficial da Alemanha desde 1949.

## Mortes
- 14 de janeiro: Burkhard Heim, físico (n. 1925).